# Звёздная корона

Солнечная корона, запечатлённая во время полного солнечного затмения 11 августа 1999 года (близко к максимуму 23-го цикла).

Звёздная корона — внешняя часть атмосферы звезды. Состоит из плазмы. Зафиксировано несколько сотен звёзд с признаками звёздной короны. Наиболее изученной является корона Солнца.
Корона образуется из потоков энергии от поверхности звезды наружу. Плазма нагревается энергией, и может преодолеть гравитацию звезды в виде звёздного ветра.
Основным признаком короны у звезды служит мягкое рентгеновское излучение, исходящее от плазмы.

## Солнечная корона
Основные структуры, наблюдаемые в короне — корональные дыры, корональные конденсации, корональные арки, корональные петли, лучи, перья, опахала, шлемы, яркие точки. Корональные дыры являются источниками особенно сильного солнечного ветра. Корональные арки представляют собой петлю или систему петель магнитного поля с плазмой повышенной плотности. В солнечной короне нередко происходят масштабные явления — корональные выбросы массы.